# Ulrich Ier de Frise orientale
Pour les articles homonymes, voir Ulrich Ier.
Ulrich Ier est un prince de la famille Cirksena né vers 1408, peut-être à Norden, et mort le 25 ou le 26 septembre 1466 à Emden. Il est le premier souverain du comté de Frise orientale, de 1464 à sa mort.

## Biographie

### Origines
Ulrich est le fils d'Enno Edzardisna (de) et de Gela Syardsna. Il est mentionné pour la première fois dans les sources d'époque en 1430 et doit être né vers 1408, peut-être à Norden, ville qu'il considère par la suite comme siège de son pouvoir.
Son père est le chef de Greetsiel, mais il a également hérité de Norden, ancienne possession de la famille des Attena (de). Sa mère est la fille d'Affo Beninga, chef de Pilsum et de Manslagt, et de Tiadeka Syardsna, de la famille des chefs de Berum. Sa nièce Frauwa et elle sont les dernières héritières de cette famille. Afin de capter leur héritage, Enno organise le mariage de Frauwa avec Edzard, son fils d'un premier mariage. Les deux hommes prennent le nom de leurs femmes sous la forme Cirksena.

### Règne
Au début du XVe siècle, la Frise orientale est secouée par les conflits qui opposent les grandes familles du pays, dont les chefs s'efforcent de concentrer davantage de pouvoir, en contradiction avec les traditions de la liberté frisonne. En 1427, le puissant Ocko II tom Brok (en) est vaincu par Focko Ukena (en) et ses fils. Les Cirksena, d'abord alliés d'Ukena, se retournent contre lui en se présentant comme les défenseurs des libertés traditionnelles frisonnes contre l'autoritarisme d'Ukena. Avec l'aide de la ville libre de Hambourg, ils parviennent à le vaincre et à s'emparer de la ville d'Emden en 1433.
Après quelques années d'occupation hambourgeoise, Emden est remise à Edzard et Ulrich Cirksena en 1439. Les deux frères règnent ensemble, même si Edzard s'occupe davantage d'Emden et du Norderland tandis qu'Ulrich s'occupe davantage d'Esens et du Auricherland. Victimes d'une épidémie, Edzard et Frauwa meurent sans laisser d'enfants en 1441 et Ulrich recueille alors l'intégralité de l'héritage des Cirksena, dont il reprend le nom. Il commence à se faire appeler « chef en Frise orientale » (Häuptling in Ostfriesland) en 1444.
L'influence hambourgeoise en Frise orientale continue à se faire sentir, en particulier à Emden qui reste théoriquement soumise à la ville libre de Hambourg. Ulrich accède aux demandes des habitants d'Emden à travers la création d'un conseil en 1442 et la rénovation des fortifications de la ville et du château de Detern. Hambourg ne voit pas cela d'un bon œil et occupe à nouveau Emden en 1447, sans qu'Ulrich ne puisse s'y opposer. Une guerre finit par éclater, dont le Cirksena sort victorieux en 1453, chassant définitivement les Hambourgeois de Frise orientale.
Ulrich étend progressivement son autorité sur les différentes régions de Frise orientale. Les chefs des grandes familles frisonnes acceptent de se soumettre à lui en échange de compensations financières afin qu'il les défende contre les ambitions de Hambourg. Il recueille ainsi l'hommage des familles Idzinga (de), Kankena, Allena, Abdena (de) et tom Brok. En revanche, il renonce à ses droits sur Esens et le Harlingerland en 1454 au profit de son neveu Sibet Attena (de) en échange d'autres droits et d'un serment de fidélité. Son mariage avec Theda Ukena, petite-fille de Focko Ukena, lui permet de récupérer Oldersum (nl) en 1455.
Afin de renforcer sa légitimité, notamment vis-à-vis de Hambourg, mais aussi des anciens chefs frisons, Ulrich s'adresse aux autorités du Saint-Empire romain germanique. Il obtient son élévation au rang de comte d'Empire par une charte impériale du 1er octobre 1464, proclamée à l'église d'Emden le 23 décembre de la même année : c'est la naissance du comté de Frise orientale. Il est par la même occasion adoubé avec son neveu Sibet Attena.

### Mort et succession
Ulrich meurt le 25 ou le 26 septembre 1466 à Emden. Aucun de ses fils n'étant majeur, sa veuve Theda Ukena exerce la régence du comté de Frise orientale. Il est inhumé le 27 à l'abbaye bénédictine de Marienthal (de), à Norden. Sa dépouille est transférée en 1548 dans le grand tombeau édifié par son descendant Ennon II dans la grande église d'Emden. Après la Seconde Guerre mondiale, ses ossements sont à nouveau déplacés dans le mausolée des princes de Frise orientale du cimetière d'Aurich.

## Mariages et descendance
Ulrich épouse en premières noces Folka, la fille du chef Wibet d'Esens. Aucun enfant de cette union n'est connu. Veuf, Ulrich se remarie le 1er juin 1455 au château de Berum avec Theda Ukena, fille d'Uko Fockena (en) et petite-fille de Focko Ukena. Ils ont six enfants, trois filles et trois fils :
- Heba (de) (1456 ou 1457 – 1476), épouse le comte de Schaumbourg Éric Ier ;
- Gela (1458 ou 1459 – 1492) ;
- Ennon Ier (1460-1491), comte de Frise orientale ;
- Edzard Ier (1462-1528), comte de Frise orientale ;
- Uko (1464-1507) ;
- Almuth (de) (1465-1522), épouse Engelmann von Horstall.